# Uroš Ćosić
Uroš Ćosić (Belgrado, 24 de outubro de 1992) é um futebolista profissional sérvio que atua como defensor.

## Carreira
Uroš Ćosić começou a carreira no CSKA Moscou.

### AEK Atenas
Cosic se transferiu para o AEK Atenas, em 2017.

## Títulos
AEK Atenas
- Superliga Grega: 2017–18